# Da Capo II
Da Capo II (〜ダ・カーポII〜?, Da Kāpo II) è una visual novel giapponese per adulti sviluppata dalla Circus. Ne esiste anche il sequel, Da Capo II Second Season (〜ダ・カーポII セカンドシーズン〜?, ~Da Kāpo II Sekando Shīzun~). Da Capo II è il seguito di Da Capo, una serie sempre della Circus. Anche in queste due serie la storia si svolge nella fittizia isola di Hatsunejima, in Giappone, ed è ambientata 53 anni dopo. Solo Junichi e Sakura ritornano, mentre Nemu è soltanto nominata.
Tra il 2006 e il 2009, Da Capo II ha visto la realizzazione e la pubblicazione di due diversi adattamenti manga; la prima serie dell'anime è stata trasmessa in Giappone da ottobre a dicembre 2007, mentre la seconda da aprile a giugno 2008. Ogni serie consta di 13 episodi ed è stata prodotta dalla Feel. La seconda serie continua gli eventi della prima, esplorando in modo più approfondito le psicologie dei personaggi.

## Trama
Yoshiyuki Sakurai nacque quando Sakura Yoshino, stanca di essere sola da tanto tempo, desiderò davanti al prototipo di un ciliegio dei desideri di avere una famiglia. Anni dopo, però, l'albero comincia a non funzionare bene, realizzando i desideri di chiunque. Sakura e Otome Asakura cercano inizialmente di riparare ai problemi da questo causati, ma la situazione peggiora e devono decidere se disattivare o meno l'albero: in caso di risposta positiva, però, Yoshiyuki verrebbe cancellato nel processo. Dopo il tentativo fallito di Sakura di entrare nel ciliegio, Yoshiyuki convince Otome a scegliere l'isola invece che lui.

## Personaggi

### Personaggi principali
Yoshiyuki Sakurai (桜内義之?, Sakurai Yoshiyuki)
Doppiato da: Shintarō Asanuma
Il protagonista maschile della serie, è il figlio che Sakura e Junichi non hanno mai avuto, creato da un prototipo di ciliegio che realizza i desideri. Come Junichi, Yoshiyuki può creare i wagashi con la magia. È in grado di vedere il futuro o i sogni e le speranze degli altri quando dorme. Nell'anime, Yoshiyuki è molto affettuoso nei confronti delle persone che lo circondano e molto spesso le ragazze scambiano questo suo atteggiamento per una dichiarazione d'amore; in realtà, il ragazzo è piuttosto ignaro dei sentimenti che gli altri provano per lui.
Otome Asakura (朝倉音姫?, Asakura Otome)
Doppiata da: Ayahi Takagaki
La prima delle due nipoti di Junichi e Nemu, è la presidentessa del Consiglio Studentesco. Chiama Yoshiyuki "otouto-kun", che significa "fratellino". Ha ereditato i poteri del padre e sembra essere la sola persona, oltre a Sakura, a conoscere le vere origini di Yoshiyuki. Nella prima stagione dell'anime, Otome viene rappresentata come una sorella maggiore molto affettuosa nei confronti di Yoshiyuki e come una persona responsabile e sensibile, fino al punto di ammalarsi dalla preoccupazione. Quando era piccola era molto timida, ma poi è diventata più estroversa grazie a Yoshiyuki: i due si sono scambiati la promessa di stare per sempre insieme. Si descrive con il titolo "Maga della Giustizia".
Yume Asakura (朝倉由夢?, Asakura Yume)
Doppiata da: Yui Horie
La seconda delle due nipoti di Junichi e Nemu, è la sorella minore di Otome. Grazie al suo sangue magico, vede il futuro nei sogni. È una persona molto accomodante e fa subito amicizia con Minatsu e la aiuta quando è nei guai. Ha una cotta per Yoshiyuki, ma il ragazzo non sembra accorgersene.
Nanaka Shirakawa (白河ななか?, Shirakawa Nanaka)
Doppiata da: Minori Chihara
L'idol della scuola, anche se ha legami di sangue con Kotori non è sua diretta discendente. Ama cantare, ma non di fronte ad altri. È la cantante della band della scuola, della quale fa parte anche Koko, sua migliore amica dall'infanzia. È in grado di leggere nel pensiero, ma solo se entra in contatto con la persona della quale vuole leggere la mente. S'innamora di Yoshiyuki quando lui diventa molto gentile con lei e la difende quando viene accusata da alcune ragazze gelose di giocare con i sentimenti dei ragazzi, ma poi scopre che lui era preoccupato solo perché la considera una buona amica.
Koko Tsukishima (月島小恋?, Tsukishima Koko)
Doppiata da: Yoshino Nanjo
Amica d'infanzia di Yoshiyuki e Nanaka, nella prima stagione si dichiara a Yoshiyuki e cominciano a uscire insieme, ma poi si lasciano quando scopre che Yoshiyuki passa troppo tempo anche con le altre ragazze, in particolare con Minatsu. Di conseguenza, Koko si sente sola e sviluppa insicurezza a causa dell'insensibilità di Yoshiyuki, che non si cura di lei. È una persona che perdona facilmente; quando era piccola, piangeva spesso. Nella seconda stagione, diventa più sicura di sé. Suona il basso nella band della scuola.
Minatsu Amakase (天枷美夏?, Amakase Minatsu)
Doppiata da: Sayaka Aoki
È un robot che ama le banane, ma fa finta di odiarle. Nella prima stagione, diventa amica di Yume. Odia gli umani, ma poi capisce che non sono tutti uguali. Dopo che la scuola scopre che è un robot, le persone cominciano a tenersi a distanza da lei: anche se sembra non curarsene, in realtà ne è molto depressa. In seguito, viene espulsa.
Anzu Yukimura (雪村杏?, Yukimura Anzu)
Doppiata da: Tae Okajima
Grazie al ciliegio, ha il potere di non dimenticare mai niente. Nel gioco, questo le causa mal di testa e affaticamento, e spesso si addormenta in classe. Nell'anime, è la migliore amica di Koko e occasionalmente esce con Yoshiyuki. È stata abbandonata dai genitori da piccola ed è stata adottata da una signora che chiama "nonna". Racconta solo a Yoshiyuki la sua situazione familiare perché non vuole che gli altri, specialmente Koko, inizino a preoccuparsi per lei.

### Personaggi minori
Suginami (杉並?, Suginami)
Doppiato da: Daisuke Kishio
Studente della Kazami, è uno degli amici di Yoshiyuki. Come aspetto fisico e comportamento è praticamente identico al Suginami di Da Capo.
Wataru Itabashi (板橋渉?, Itabashi Wataru)
Doppiato da: Kappei Yamaguchi
Amico di Yoshiyuki, fa parte della stessa band di Nanaka e Koko, per la quale, nel gioco, ha una cotta.
Maika Mizukoshi (水越舞佳?, Mizukoshi Maika)
Doppiata da: Yuu Asakawa
È l'insegnante di Educazione Fisica. In realtà è una ricercatrice al laboratorio Amakase ed è la custode di Minatsu. L'ospedale Mizukoshi è di proprietà della sua famiglia.

### Plus Situation / Plus Communication
Maya Sawai (沢井麻耶?, Sawai Maya)
Doppiata da: Kaori Mizuhashi
Rappresentante di classe, odia i robot a causa del lavoro del padre, che costruì una figlia, la sorella maggiore di Maya. Quando la ragazza scoprì la verità, le si spezzò il cuore. Il suo atteggiamento cambia quando Minatsu salva il suo fratellino.
Akane Hanasaki (花咲茜?, Hanasaki Akane)
Doppiata da: Natsumi Yanase
Amica intima di Anzu e Koko, sono spesso insieme. Ama punzecchiare Koko, in particolare riguardo a Yoshiyuki. È una persona molto gentile e premurosa; aveva una sorella gemella, Ai, morta e per la quale è ancora in lutto, anche se cerca di non darlo a vedere.
Mayuki Kosaka (高坂まゆき?, Kōsaka Mayuki)
Doppiata da: Shizuka Itō
Vice presidentessa del Consiglio Studentesco, è amica di Otome. Partecipa a molti eventi sportivi e il suo sogno è diventare la più brava nel salto in alto.
Erika Murasaki (ムラサキエリカ?, Murasaki Erika) / Erika Focus Light
È una studentessa appena trasferitasi alla Kazami. Entra a far parte del Consiglio Studentesco e diventa amica di Otome. Si presenta come la figlia primogenita di una famiglia reale dell'Europa Orientale, comportandosi in modo altezzoso, specialmente con Yoshiyuki. In realtà è la principessa di un altro pianeta ed è scesa sulla Terra per studiarne la vita.
Mahiru Takanashi (小鳥遊 まひる?, Takanashi Mahiru)
Ragazza energica e innocente, è un fantasma. Si lamenta di dover frequentare sempre il primo anno. Vorrebbe andare in Paradiso, ma ha dei rimpianti che non ricorda; alla fine, Yoshiyuki realizza il suo desiderio e la ragazza lascia questo mondo.

## Visual novel
Il 15 aprile 2007, il download della versione demo gratuita di Da Capo II, intitolata The Spring Breeze's Ultimate Battle!, diventò disponibile sul sito ufficiale della serie. La demo era un prologo alla storia: il gioco ufficiale fu prima distribuito in versione limitata, poi in versione regolare.
La versione per tutti fu distribuita con il titolo Da Capo II: Plus Situation il 29 maggio 2008 per PlayStation 2. Plus Situation fu in seguito distribuita anche per PC con il titolo Da Capo II: Plus Communication, contenente le scene hentai precedentemente tolte.
Un altro videogioco per adulti ispirato alla visual novel uscì il 27 aprile 2007 con il titolo Da Capo II: Spring Celebration.
A giugno 2009 uscì poi Da Capo II: To You, contenente per la maggior parte prequel alla storia principale di Da Capo II, e vede l'infanzia di Yume e Otome, incluso il periodo nel quale la madre Yuki era ancora viva, e la vita di Mahiru prima di morire.

## Episodi

### Da Capo II
| Nº | Titolo italiano (traduzione letterale) Giapponese 「Kanji」 - Rōmaji              | In onda          | In onda |
| Nº | Titolo italiano (traduzione letterale) Giapponese 「Kanji」 - Rōmaji              | Giapponese       |         |
| 1  | La stagione dei piccoli amori 「小さな恋の季節」 - Chisana koi no kisetsu         | 1º ottobre 2007  |         |
| 2  | Banane e umani 「バナナと人間」 - Banana to ningen                                | 8 ottobre 2007   |         |
| 3  | Prima lezione 「ファーストレッスン」 - Fāsuto ressun                              | 15 ottobre 2007  |         |
| 4  | Nel vento autunnale 「秋風の中で」 - Akikaze no naka de                           | 22 ottobre 2007  |         |
| 5  | Due centimetri di distanza rimasti 「あと2センチの距離」 - Ato ni senchi no kyori | 29 ottobre 2007  |         |
| 6  | Odio gli umani 「人間キライ」 - Ningen kirai                                      | 5 novembre 2007  |         |
| 7  | Tempesta improvvisa 「にわか嵐」 - Niwaka arashi                                  | 12 novembre 2007 |         |
| 8  | Il tempo del sole splendente 「白日の時」 - Hakujitsu no toki                     | 19 novembre 2007 |         |
| 9  | La strada tappezzata d'amore per il Giappone 「恋模様大和路」 - Koi moyō yamatoji | 26 novembre 2007 |         |
| 10 | Sentimenti che crescono confusi 「霞んでいく想い」 - Kasunde iku omoi             | 3 dicembre 2007  |         |
| 11 | Koko, amore, contrario 「小恋、ココロ、うらはら」 - Koko, kokoro, urahara         | 10 dicembre 2007 |         |
| 12 | Il ponte per il cuore 「心の架け橋」 - Kokoro no kakehashi                        | 17 dicembre 2007 |         |
| 13 | Il desiderio del sorriso di Sakura 「桜笑み君想う」 - Sakura emi kimi omou        | 24 dicembre 2007 |         |

### Da Capo II Second Season
| Nº | Titolo italiano (traduzione letterale) Giapponese 「Kanji」 - Rōmaji                | In onda        | In onda |
| Nº | Titolo italiano (traduzione letterale) Giapponese 「Kanji」 - Rōmaji                | Giapponese     |         |
| 1  | Come la neve profonda 「深雪の如く」 - Shinsetsu no gotoku                          | 5 aprile 2008  |         |
| 2  | La stanza segreta della neve 「雪の密室」 - Yuki no misshitsu                       | 12 aprile 2008 |         |
| 3  | Il mago della giustizia 「正義の魔法使い」 - Seigi no mahōtsukai                    | 19 aprile 2008 |         |
| 4  | La forma della felicità 「幸せの形」 - Shiawase no katachi                          | 26 aprile 2008 |         |
| 5  | Il campo di neve della disperazione 「失望の雪原」 - Shitsubō no setsugen           | 3 maggio 2008  |         |
| 6  | Il mistero dei boccioli di ciliegio 「桜迷宮」 - Sakura meikyū                      | 10 maggio 2008 |         |
| 7  | Sogno immutabile 「変えられない夢」 - Kaerarenai yume                               | 17 maggio 2008 |         |
| 8  | Sakuranbo e il fratello maggiore 「さくらんぼとお兄ちゃん」 - Sakuranbo to oniichan | 24 maggio 2008 |         |
| 9  | Primavera spezzata 「壊れゆく春」 - Koware yuku haru                                | 31 maggio 2008 |         |
| 10 | La fine del sogno 「夢の終わり」 - Yume no owari                                    | 7 giugno 2008  |         |
| 11 | L'isola appassita 「枯色の島」 - Kareiro no shima                                   | 14 giugno 2008 |         |
| 12 | La profondità dei ricordi 「記憶の淵」 - Kioku no fuchi                             | 21 giugno 2008 |         |
| 13 | La stagione che ritorna 「巡りくる季節」 - Megurikuru Kisetsu                       | 28 giugno 2008 |         |